# 고케쓰지 일족
고케츠지 일족(일본어: 豪血寺一族)는 일본의 게임 개발사인 ATLUS에서 개발한 대전 격투 게임이다. 한자식 독음으로 호혈사 일족이라고도 한다. 캡콤의 스트리트 파이터 II의 영향을 강하게 받았으나, 2단 점프나 대시 공격, 변신기, 장애물 등의 독자적인 요소를 다수 채용했다.
스트리트 파이터 II가 비디오 게임 역사상 전무후무한 초대박을 치자 너도 나도 대전 격투 게임을 제작하는 것이 큰 유행이었는데 ATLUS 역시 이 유행에 편승해서 고케츠지 일족이라는 게임을 제작했다. 의외로 파이터즈 히스토리처럼 게임성이 탄탄한 편에 속해서 후속작이 계속 나왔으나 스트리트 파이터 II를 일부 표절했다는 문제점이 존재하는 작품이다.
표절한 캐릭터의 원본은 다음과 같다.
- 오오야마 레이지: 류
- 키스 웨인: 켄 마스터즈
- 애니 해밀턴: 춘리
- 고겟츠지 오우매 & 고겟츠지 오타네: 춘리
- 화이트 버팔로: 사가트
- 안젤라 벨티: 장기에프
- 진념: 베가(해외판 M.바이슨)

## 게임플레이
모든 캐릭터는 2단 점프가 가능하며, 대부분 장풍을 보유하고 있으며 화이트 버팔로의 경우 '버팔로 스톰'이라는 거대장풍을 구사할 수 있다. 스테이지에는 장애물(인간 또는 구조물)이 있어서 장애물이 제거되면 스테이지가 넓어진다. 장애물을 격파하는 방법은 적을 장애물 끝으로 몰고가서 땅에 눕는 형태의 공격(매치기, 초필살기 등)을 성공시키면 된다. 그러면 공격을 당한 쪽이 땅에 누우면서 장애물도 같이 파괴된다. 캐릭터와 오프닝 등의 일러스트는 청의 6호 샹그리라 등의 캐릭터 디자인 담당을 맡은 무라타 렌지가 담당하였다.

## 세계관
고케츠지 일족은 에도 시대에 태어난 고케츠지 신쥬로 단 한 사람의 후손들이 모두 모여 가문의 당주를 결정하기 위해 겨루는 격투대회를 주요 시나리오로 하고 있으며 이 때문에 고케츠지 일족에 등장하는 격투가들의 거의 대부분이 8촌~12촌 정도로 촌수가 멀지만 서로 일가친척이다. 단, 고케츠지 오지마와 고케츠지 오우메 & 고케츠지 오타네 자매는 모녀지간이며 엘리자베스 벨티와 산드라 벨티는 자매지간에 산드라 벨티와 안젤라 벨티는 할머니와 손녀 지간이다.
당주 결정전에서 우승하면 고케츠지 가문의 재산을 5년 동안 소유할 권한을 가지며 5년이 만료되면 최종보스의 자격으로 당주 결정전에 참가해야 한다. 다만 고케츠지 쵸시치로의 후손들은 쿠로코가 되어 당주 결정전의 운영을 담당해야 하기 때문에 당주 결정전에 참가할 자격은 없다.
60년 전, 전(前) 당주인 고케츠지 오지마를 그녀의 딸인 고케츠지 오우메가 쓰러뜨리고 당주가 된 이래 고케츠지 오우메는 60년 동안 당주로서 독재를 해왔다. 그리고 고케츠지 오우메를 대신하여 당주가 되기 위해 오야마 레이지, 키스 웨인, 진념, 애니 해밀턴, 안젤라 벨티, 화이트 버팔로, 핫토리 사이조, 그리고 고케츠지 오우메의 쌍둥이 자매인 고케츠지 오타네가 도전장을 내밀었다.
이러한 시나리오 상 대단히 재미있는 특징이 하나 있는데 이 게임의 등장한 캐릭터들이 죄다 고케츠지 신쥬로의 후손인 친척들이라는 점이다. 예를 들면 키스 웨인과 화이트 버팔로는 8촌 지간이다.

## 시리즈 작품
- 고케츠지 일족(1993년)

고케츠지 가문은 고케츠지 오우메의 60년 장기독재가 진행되는 가운데 8명의 도전자들이 오우메의 장기독재를 청산하기 위해 당주 결정전에 나서게 된다. 여기서 고겟츠지 오타네가 우승한다.
- 고케츠지 일족 2: 약간만 최강전설(1994년)

고케츠지 오타네가 행방불명되자 당주결정전이 다시 개최되었다. 이후 새 당주로 고쿠인 칸지가 결정되자 행방불명되었던 고케츠지 오타네가 다시 나타났다.
- 고케츠지 일족 최강전설(1995년)

고쿠인 칸지가 약간만 최강전설에서 우승하자 외부에서 '척'이라는 이름의 격투가를 초빙하여 척을 이기는 일족에게는 소원을 들어준다는 조건을 걸고 개최한 대회이다.
- 고케츠지 일족 3: 그루브 온 파이트(1996년)

아틀라스가 직접 제작한 마지막 작품이다. 이 시리즈는 외전 격으로 원작으로부터 수십 년 이후의 이야기를 다뤘다. 원작의 등장인물은 고케츠지 자매(오우메와 오타네가 허리를 묶고 2인 1조로 등장한다)가 유일하다. 신 캐릭터 중 키스 웨인과 애니 해밀턴 사이에서 태어난 아들인 크리스 웨인과 하나코우지 클라라의 딸인 하나코우지 포플러가 있다.
- 신 고케츠지 일족 - 투혼 : Matrimelee(2003년)

본작부터는 아틀라스의 판권 허가 하에 노이즈 팩토리가 제작하고 SNK 플레이모어가 판매를 맡았다. 더블 드래곤 시리즈를 오마쥬한 게임인 레이지 오브 더 드래곤의 등장인물이 출연했다.
- 신 고케츠지 일족 - 번뇌해방(2006년)

저작권문제로 인하여 레이지 오브 더 드래곤즈로부터 출연한 4명이 삭제되었고, 최강전설을 끝으로 더 이상 등장하지 않았던 안젤라 벨티와 고쿠인 긴타로가 재등장했다. 이는 고케츠지 일족 측에서 테크노스 저팬측의 지미 리, 빌리 리 등 더블 드래곤 시리즈의 캐릭터들을 무단 도용했기 때문이다. 최종 보스는 실존 인물인 보비 올로건이다.
- 고케츠지 일족 선조공양(2009년) : 엘리자베스와 산드라 자매, 프린스 등의 신캐릭터가 추가된 대신 신 고케츠지 일족2 에 등장했던 캐릭터 중 번뇌해방에 등장하지 않았던 캐릭터들이 대거 삭제되었다. 최종보스는 고케츠지 일족의 창립자인 고케츠지 신쥬로이다.

## 주요 등장인물
- 시조

- 고케츠지 신쥬로 - 1600년대생(최소 300살 이상)

고케츠지 일족 1세대. 고케츠지씨의 시조. 6남 2녀를 낳아 전세계 각지로 자손을 번창시켰다. 주요 국가로는 미국(화이트 버팔로, 키스 웨인), 영국(애니 해밀턴), 이탈리아(안젤라 벨티), 중국(진념), 레바논(사하드 아스란 류트) 등이다. 선조공양 편의 최종보스이다.
- 장남 고케츠지 신타로 계열

- 화이트 버팔로 - 1964년 2월 17일생(33살) 191cm 110kg

고케츠지 일족 6세대. 그 중에서도 장손이다. 고케츠지 가문 창립자인 고케츠지 신쥬로의 장남 고케츠지 신타로가 미국으로 건너가서 거기서 각각 아들과 딸을 낳았고 그 중 아들인 고케츠지 신노스케가 아메리카 원주민과의 사이에서 계속 자손을 낳은 결과 화이트 버팔로가 태어났다. 고케츠지 일족 중에서 가장 체격이 크며 무술실력도 등장인물 중 거의 최상위급이다. 고케츠지 오우메에게 한 번 패배한 것이 그의 일생에 유일한 패배이며 키스 웨인이 단 한 번도 이겨본 적이 없을 정도로 무예가 뛰어나다.
- 키스 웨인 - 1969년 3월 13일생(26살) 183cm 83kg

고케츠지 일족 6세대. 고케츠지 가문 창립자인 고케츠지 신쥬로의 장남 고케츠지 신타로가 미국으로 건너가서 거기서 각각 아들과 딸을 낳았고 그 중 딸인 고게츠지 오아야가 역시 백인과의 사이에서 계속 자손을 낳은 결과 키스 웨인이 태어났다. 애니 해밀턴과 연인사이로서 신 고케츠지 일족 투혼에 이르러서는 애니 해밀턴과 결혼했으며 그 둘 사이에 크리스 웨인이라는 아들이 있다. 화이트 버팔로와 수많은 대결을 벌였지만 단 한 번도 화이트 버팔로에게 이긴 적이 없는 것은 물론 무승부를 낸 적도 없다.
- 장녀 고케츠지 오이치 계열

- 애니 해밀턴 - 1972년 5월 23일생(23살). 168cm 53kg

고케츠지 일족 6세대. 고케츠지 가문 창립자인 고케츠지 신쥬로의 장녀 고케츠지 오이치가 영국으로 건너가서 2남 1녀를 낳았는데 그 중 장녀인 세일라 크레이튼이 영국인과 계속 자손을 낳아서 애니 해밀턴이 태어났다. 애니 해밀턴은 키스 웨인과 결혼하여 크리스 웨인이라는 아들을 낳았다. 안젤라 벨티와 친분이 있다.
- 엘리자베스 벨티 - 1914년 생(82살, 변신 후 22살) 154cm(변신 후 170cm) 58kg(변신 후 54kg).

고케츠지 일족 4세대. 고케츠지 가문 창립자인 고케츠지 신쥬로의 장녀 고케츠지 오이치가 영국으로 건너가서 2남 1녀를 낳았는데 그 중 차남인 토머스 크레이튼이 이탈리아인 여성과 결혼하여 엘리자베스 벨티와 산드라 벨티 쌍둥이 자매를 낳았다. 원래 마녀이며 고케츠지 오우메와 고케츠지 오타네 자매처럼 이 자매들 역시 다른 사람의 정기를 빼앗이서 60년 젊어질 수 있다. 변신 전 나이는 82살이지만 변신 후 나이는 22살이 된다. 다만 엘리자베스 산드라 자매는 변신 후 평범한 미모를 갖게 되고 성격이 인간 쓰레기인 데다가 자매들 사이도 불구대천인 오우메 오타네 자매와는 달리 변신 후에는 엄청난 미인으로 환골탈태하고 자매들 간의 우애 역시 매우 돈독하다.
- 산드라 벨티 - 1914년 생(82살, 변신 후 22살) 154cm(변신 후 170cm) 58kg(변신 후 54kg).

고케츠지 일족 4세대. 고케츠지 가문 창립자인 고케츠지 신쥬로의 장녀 고케츠지 오이치가 영국으로 건너가서 2남 1녀를 낳았는데 그 중 차남인 토머스 크레이튼이 이탈리아인 여성과 결혼하여 엘리자베스 벨티와 산드라 벨티 쌍둥이 자매를 낳았다. 원래 마녀이며 고케츠지 오우메와 고케츠지 오타네 자매처럼 이 자매들 역시 다른 사람의 정기를 빼앗이서 60년 젊어질 수 있다. 변신 전 나이는 82살이지만 변신 후 나이는 22살이 된다. 안젤라 벨티의 할머니이다.
- 안젤라 벨티 - 1967년 5월 3일생(29살) 187cm 87kg

고케츠지 일족 6세대. 고케츠지 가문 창립자인 고케츠지 신쥬로의 장녀 고케츠지 오이치가 영국으로 건너가서 2남 1녀를 낳았는데 그 중 차남인 토머스 크레이튼이 이탈리아인 여성과 결혼하여 엘리자베스 벨티와 산드라 벨티 쌍둥이 자매를 낳았다. 안젤라 벨티는 산드라 벨티의 손녀이다. 안젤라는 개인 악단을 갖고 있으며 자신이 대결을 할 때 이 악단이 공연을 한다. 남자를 밝히기 때문에 쉽게 사랑에 빠지지만 이룬 적은 없다. 프로레슬러이며 레오타드와 팬티스타킹 차림에 얼굴도 미녀이지만 키가 화이트 버팔로에 이어 고케츠지 일족 전체 2위의 거대한 체격에 엄청난 근육질이라 위화감이 상당하다.
- 차남 고케츠지 간쥬로 계열

- 핫토리 사이조 - 1970년 10월 29일생(25살) 175cm 72kg

고케츠지 일족 6세대. 고케츠지 가문 창립자인 고케츠지 신쥬로의 차남 고케츠지 간쥬로가 일본에 남아서 자손을 낳은 결과 핫토리 사이조가 태어났다. 닌자이지만 약국을 운영하고 있다. 대인공포증이 매우 극심하여 항상 복면을 쓰고 다니며 심지어는 잘때도 복면을 쓰고 잔다.
- 차녀 고케츠지 오콘 계열

- 고케츠지 오지마 - 1893년 6월 6일생(101살) 153cm 38kg

고케츠지 일족 3세대. 고케츠지 가문 창립자인 고케츠지 신쥬로의 차녀 고케츠지 오콘의 장녀이다. 오우메, 오타네의 모친으로 나이가 100살이 넘는다. 본디 고케츠지 일족의 당주였으나 딸인 오우메에게 패하여 당주에서 물러났다. 선조공양 시점에도 생존해 있을 정도로 엄청나게 장수했다. 젊은 시절 비밀 지도를 손에 넣은 뒤 그 지도를 이용하여 당대 최고의 권력자였던 도쿠가와 이에야스가 숨겨놓은 재산을 전부 찾아내어 가문을 엄청난 갑부로 만들었으며 그 재산을 가문의 당주 소유로 만들었다. 그 재산을 이용하여 일본 어딘가에 존재하는 섬에 큰 도시를 만들었는데 이 도시 자체가 당주 개인 소유물이다. 이후 오지마는 5년 간격으로 일족들 간의 무술대회를 개최하여 그 무술대회 우승자를 당주로 삼는 규정을 신설했으나, 자기 꾀에 자기가 넘어간 격으로 40살이 되던 해에 오우메의 공격을 받고 당주 자리를 오우메에게 빼앗겼다.
- 고케츠지 오우메 - 1915년 9월 15일생(80살, 변신 후 20살) 150cm(변신 후 161cm) 35kg(변신 후 46kg)

고케츠지 일족 4세대. 고케츠지 가문 창립자인 고케츠지 신쥬로의 차녀 고케츠지 오콘이 여러 자녀들을 두었으며 그 중 장녀인 고케츠지 오지마의 쌍둥이 딸 중 한 명이 오우메이다. 1편의 고케츠지 당주. 나이 80살 쌍둥이인 오타네에게 당주 자리를 빼앗긴다. 무적의 파이터인 화이트 버팔로를 이긴 적이 있다. 다른 사람의 정기를 빼앗이서 60년 젊어질 수 있다. 변신 전 나이는 80살이지만 변신 후 나이는 20살이 된다. 성격은 상상을 초월할 정도로 인간 쓰레기라서 고쿠인 칸지와 결혼했을 때 고쿠인 칸지가 보름 버티고 이혼했다는 것이 고쿠인 칸지를 칭송할 수 있는 이유가 될 정도였다. 어머니인 오지마를 공격해서 당주 자리를 강탈한 후 60년 동안 군림했다가 쌍둥이 동생인 오타네에게 당주 자리를 빼앗겼다.
- 고케츠지 오타네 - 1915년 9월 15일생(80살, 변신 후 20살) 150cm(변신 후 161cm) 35kg(변신 후 46kg).

고케츠지 일족 4세대. 고케츠지 가문 창립자인 고케츠지 신쥬로의 차녀 고케츠지 오콘이 여러 자녀들을 두었으며 그 중 장녀인 고케츠지 오지마의 쌍둥이 딸 중 한 명이 오타네이다. 오우메의 쌍둥이 자매로 오우메를 공격하여 고케츠지 당주의 자리를 빼앗는다. 다른 사람의 정기를 빼앗이서 60년 젊어질 수 있다. 변신 전 나이는 80살이지만 변신 후 나이는 20살이 된다. 오타네 역시 오우메와 마찬가지로 성격이 엄청난 인간 쓰레기이다.
- 3남 고케츠지 토메지로 계열

- 진념 - 1959년 10월 1일생(36살) 183cm 95kg

고케츠지 일족 6세대. 고케츠지 가문 창립자인 고케츠지 신쥬로의 3남 고케츠지 토메지로가 중국으로 건너가서 중국인과의 사이에서 계속 자손을 낳은 결과 진념이 태어났다. 파계승으로서 자신의 사찰의 지하실에 나이트클럽을 차리는 등의 비행을 저지른다. 승려임에도 불구하고 매일 술을 마시며 대식가라서 고기를 배가 터질때까지 먹는 데다가 여자를 매우 밝힌다. 사생활만 다소 방탕할 뿐 악행을 저지르는 인물은 아니다.
- 4남 고케츠지 로쿠로타 계열

- 오야마 레이지 - 1969년 7월 27일생(26살) 178cm 78kg

고케츠지 일족 6세대. 고케츠지 가문 창립자인 고케츠지 신쥬로의 4남 고케츠지 로쿠로타가 일본에 남아서 자손을 낳은 결과 오야마 레이지가 태어났다. 고등학생이다.
- 5남 고케츠지 쵸시치로의 후손들은 전원 쿠로코이다.

- 쿠로코

고케츠지 일족의 후손들이다. 고케츠지 가문 창립자인 고케츠지 신쥬로의 5남 고케츠지 쵸시치로가 경제 능력도 없으면서 자식만 쓸데없이 많이 낳은 탓에 빚에 쪼들리게 되었으며 이를 알게 된 일족 측에서 고케츠지 쵸시지로의 빚을 가문의 재산으로 갚아줌은 물론 고케츠지 쵸시지로가 낳은 자녀들을 모두 부양하는 대신, 고케츠지 쵸시지로의 모든 후손들이 쿠로코가 되어 고케츠지 일족을 위해서 일해야 하는 조건을 달았다. 그래서 고케츠지 일족이지만 당주 결정전의 관리자 역할을 한다.
- 6남 고케츠지 스테하치 = 고쿠인 스테하치 계열

- 고쿠인 칸지 - 1911년 2월 14일(84살) 165cm(변신 후 174cm) 60kg(변신 후 69kg)

고케츠지 일족 5세대. 고케츠지 가문 창립자인 고케츠지 신쥬로의 6남 고쿠인 스테하치의 장남 코쿠인 스즈노스케가 일본에 남아서 자손을 낳은 결과 고쿠인 칸지가 태어났다. 스테하치가 태어나자마자 죽은 줄 알고 매장했으나 기적적으로 살아나서 묘지기가 자기 아들로 삼아 키웠기 때문에 고케츠지가 아니라 묘지기의 성인 고쿠인이 된 것이다. 오우메와 결혼했으나 오우메의 지독한 성격을 못 견디고 보름 만에 이혼했다. 그런데 그 보름을 버틴 게 대단하다는 평가를 받을 정도로 오우메가 지독한 여자이다. 평소에는 비실거리는 사람이지만 링겔을 맞자마자 바로 싸울 수 있는, 건강이 좋은 건지 나쁜 건지 알 수 없는 육체를 지녔다.
- 고쿠인 긴타로 - 1988년 4월 1일생(7살) 109.6cm 18kg

고케츠지 일족 7세대. 고케츠지 가문 창립자인 고케츠지 신쥬로의 6남 고쿠인 스테하치의 장남 코쿠인 스즈노스케가 일본에 남아서 자손을 낳은 결과 고쿠인 긴타로가 태어났다. 고쿠인 간지의 남동생의 손자.
- 푸치 - 긴타로가 변신을 한 모습으로 개의 변장을 한 인간의 형태이다. 최강전설에서는 별도의 캐릭터로 등장한다.

- 사하드 아스란 류트 - 1971년 12월 24일생(23살) 182cm 80kg

고케츠지 일족 6세대. 고케츠지 가문 창립자인 고케츠지 신쥬로의 6남 고쿠인 스테하치의 차남 코쿠인 사다키치가 레바논으로 건너가서 레바논인과의 사이에서 계속 자손을 낳은 결과 사하드 아스란 류트이 태어났다. 레바논 국적의 청년 앵무새로 변신할 수 있는 능력이 있다.
- 하나코우지 클라라 - 1981년 11월 12일생(14살) 153cm(변신 후 168cm) ?kg

고케츠지 일족 7세대. 고케츠지 가문 창립자인 고케츠지 신쥬로의 6남 고쿠인 스테하치의 3남 코쿠인 스테자에몬이 일본에 남아서 자손을 낳은 결과 하나코우지 클라라가 태어났다. 마법 소녀. 겉으로 보기에는 예쁘고 착한 마법 소녀 같아 보이지만 실제 성격은 멋진 남자와 결혼해 그 남자를 등쳐먹는 것이 인생의 목표인 여자이다. 훗날 '하나코우지 포플러'라는 딸을 낳게 된다.
- 변신 클라라 - 원래 히나코우지 클라라는 키가 작은 소녀이지만 변신을 하게 되면 늘씬한 미녀로 바뀌게 된다.

- 일족 이외의 인물

- 척

고케츠지 일족은 아니다. 하지만 당주 결정전에서 우승한 고쿠인 칸지가 초빙한 격투가이다. 고케츠지 일족 최강전설에서 고쿠인 칸지가 척에게 최종보스를 하라고 시켜서 최종보스가 되었다.
- 보비 올로건 - 1973년 4월 8일생(22살) 185cm 98kg

고케츠지 일족은 아니다. 실존인물로 번뇌해방 편의 최종보스 일을 하고 있는 종합격투기 선수 겸 희극 배우이다.

## 가계도
볼드체는 고케츠지 일족의 등장 캐릭터.
- 시조 고케츠지 신쥬로

- 장남 고케츠지 신타로

- 장남 고케츠지 신노스케

- 장남 (성명 불명)

- 장남 라이젠 호른 버팔로

- 장남 화이트 버팔로

- 장녀 고케츠지 오아야 - 남편 조지 웨인

- 장남 신노스케 조지 웨인 2세

- 장남 쟈니 웨인 - 아내 엘리자베스 웨인

- 장남 키스 웨인 - 아내 애니 해밀턴

- 장남 크리스 웨인

- 장녀 아야 에이미 웨인

- 장녀 고케츠지 오이치 - 남편 아더 크레이튼

- 장남 로널드 크레이튼
- 장녀 세일라 크레이튼 - 남편 라인하르트 폰 해밀턴

- 장남 에드워드 폰 해밀턴

- 장녀 리사 해밀턴

- 장녀 애니 해밀턴 - 남편 키스 웨인

- 장남 크리스 웨인

- 장남 폴 해밀턴

- 차남 토머스 크레이튼

- 장녀 엘리자베스 벨티
- 차녀 산드라 벨티

- 장녀 나탈리아 벨티

- 장녀 안젤라 벨티

- 차남 고케츠지 간쥬로: 핫토리 한조의 양자로 입적 후 "핫토리 간쥬로"로 변경

- 장남 핫토리 츄지로

- 장남 핫토리 다이조

- 장남 핫토리 오사이
- 차남 핫토리 겐나이

- 장남 핫토리 사이조
- 장녀 핫토리 에이카

- 장녀 핫토리 사쿠라코

- 장남 핫토리 타쿠미

- 차남 핫토리 리쿠로

- 장녀 핫토리 오토요

- 차녀 고케츠지 오콘

- 장남 고케츠지 타마키치
- 장녀 고케츠지 오지마

- 장녀 고케츠지 오우메
- 차녀 고케츠지 오타네

- 차녀 고케츠지 오유

- 3남 고케츠지 토메지로

- 장녀 추무
- 차녀 춘항
- 삼녀 하륜
- 장남 안인

- 장녀 려야
- 차녀 뢰야
- 3녀 이야

- 장녀 밍밍
- 장남 광랑

- 장남 진념

- 차남 성룡

- 4남 고케츠지 로쿠로타

- 장녀 고케츠지 오타마
- 차녀 고케츠지 오료
- 장남 고케츠지 덴쥬로

- 장남 고케츠지 소이치로
- 장남 고케츠지 츠네치로: 검도가 싫어서 가출한 후 가라테 관장인 오오야마 씨에게 데릴사위로 결혼하면서 " 오오야마 츠네치로"로 변경 - 아내 오오야마 미츠

- 장녀 오오야마 하츠에

- 장녀 오오야마 린

- 장남 오오야마 토쿠지 - 첫 아내 오오야마 레이코, 두 번째 아내 오오야마 쿠로코(고케츠지 쵸시지로의 후손)

- 장남 오오야마 레이지: 모친 - 오오야마 레이코
- 장녀 오오야마 메구미: 모친 - 오오야마 쿠로코

- 3녀 고케츠지 오토메

- 5남 고케츠지 쵸시지로 - 아내 4명: 무직인 주제에 아내를 4명이나 두고 자식을 12명이나 낳아서 곤궁하게 살다가 빚에 쪼들리는 탓에 자녀 양육을 고케츠지 가문에서 전담하고 고케츠지 쵸시지로의 빚을 고케츠지 가문에서 갚아주는 대신 고케츠지 쵸시지로의 후손들은 전부 쿠로코가 되어 고케츠지 가문을 위해서 일해야 하는 조건을 달았다. 이후 고케츠지 쵸시지로의 후손들은 전부 쿠로코가 된다.

첫 아내 소생
- 장남 고케츠지 이치로타
- 장녀 고케츠지 오하
- 차남 고케츠지 세이지

두 번째 아내 소생
- 장남 고케츠지 산스케
- 차남 고케츠지 요스케
- 장녀 고케츠지 오하나

세 번째 아내 소생
- 장남 고케츠지 고로타
- 차남 고케츠지 스케로쿠
- 3남 고케츠지 시치베에

네 번째 아내 소생
- 장녀 고케츠지 오신
- 장남 고케츠지 신파치
- 차녀 고케츠지 오쵸

- 6남 고케츠지 스테하치: 미숙아로 태어났는데 고케츠지 신쥬로는 사산된 줄 알고 매장했으나 기적적으로 살아나서 묘지기인 고쿠인 사시치가 주워다가 자기 아들로 삼아서 "고쿠인 스테하치"로 변경

- 장남 고쿠인 스즈노스케

- 장남 고쿠인 츠키노죠
- 차남 고쿠인 스즈노신

- 장남 고쿠인 토쿠노신
- 차남 고쿠인 칸지
- 삼남 고쿠인 하루키

- 장남 고쿠인 슈사쿠

- 장남 고쿠인 오사무

- 장남 고쿠인 타쿠
- 차남 고쿠인 켄지
- 3남 고쿠인 타케시
- 4남 고쿠인 킨타로

- 장녀 고쿠인 오아야

- 차남 고쿠인 사다키치: 박람회에서 만난 비녀 장인의 제자가 되면서 그 비녀 장인의 성인 켄잔씨로 입적되어"켄잔 사다키치"로 변경 - 아내 사하드 아스란 나디아

- 장녀 사하드 아스란 울드

- 장녀 사하드 아스란 콜렛 - 남편 사하드 아스란 다렐

- 장녀 사하드 아스란 프란체스카
- 차녀 사하드 아스란 소피아
- 3녀 사하드 아스란 사라
- 장남 사하드 아스란 류트

- 장남 사하드 아스란 로렌스
- 차녀 사하드 아스란 베르단디
- 3녀 사하드 아스란 스쿨드
- 차남 사하드 아스란 타타

- 장남 사하드 아스란 다렐 - 아내 사하드 아스란 콜렛

- 3남 코쿠인 스테자에몬: 자기 이름이 마음에 안 들어서 가출한 후 나가사키에서 결혼 후 아내의 성으로 개명해서 "스즈키 스테자에몬"으로 변경.

- 장녀 스즈키 오란
- 장남 스즈키 타라에몬
- 차남 스즈키 오지로
- 3남 스즈키 큐사쿠 - 아내 후타바

- 장남 스즈키 모토키: 양자, 버드나무 아래에서 주워다 아들로 삼음.
- 장녀 스즈키 아오이 - 남편 하나노코지 렌자부로

- 장녀 하나노코지 아야코
- 차녀 하나노코지 토미코

- 장남 하나노코지 미츠기

- 장녀 하나노코지 클라라

- 장녀 하나노코지 포플러

## 같이 보기
- ATLUS
- 스트리트 파이터 II

1. ↑  명목상으로는 그렇지만 실제로는 갑부